# ジゼル・アリミ
ジゼル・アリミ（Gisèle Halimi、1927年7月27日 - 2020年7月28日）は、チュニジアに生まれ、主にフランスで活躍した弁護士、フェミニスト活動家、政治家である。

## 経歴

### 生い立ち
ジゼル・アリミは1927年7月27日、フランス保護領チュニジアの首都チュニスに隣接する港町ラ・グレットの貧しいユダヤ人家庭に生まれた。父親のエドゥアールは出生後3週間経ってからようやく届出をした（女の子が生まれたことを隠そうとしたという説明もある）。両親とも当時の男尊女卑的な社会通念にとらわれ、父親は妻フリトゥナをないがしろにし、フリトゥナもまた娘ジゼルをあまり顧みなかったという。
ジゼルは12歳のとき、兄弟に召使のように仕えるのが嫌で3日間のハンガーストライキをした。両親は彼女の意志の強さに驚き、要求を受け入れた。ジゼルの「最初の勝利」であった。こうした経緯から、彼女は女子のリセを卒業後はパリで勉強をする決意をし、18歳で渡仏した。
パリ大学法学部と文学部、パリ政治学院で学び、1949年にチュニス弁護士会に登録、1956年からパリで弁護士としての活動を開始した。
22歳で農業・食料省の上級行政官ポール・アリミと結婚。離婚後、友人で代理人も務めたジャン＝ポール・サルトルの元秘書クロード・フォーと再婚した後にもアリミの姓を通している。

### 国際的な活動、社会活動 (フェミニスト活動家として)
ジゼル・アリミはチュニジアの独立（1956年）のみならず、アルジェリアの独立（1962年）のためにも闘い、とりわけフランス軍による拷問を糾弾し、アルジェリア民族解放戦線の闘士らがフランスで裁判にかけられたときには弁護団に加わった。
サルトルのほかシモーヌ・ド・ボーヴォワールやフランソワーズ・サガンの代理人も務めたが、特にボーヴォワールとはフランス当局によるジャミラ・ブーパシャの拷問に対する抗議運動を行い、1960年6月にボーヴォワールが支援を求める請願書を起草し、『ル・モンド』紙に掲載した。さらに、「ジャミラ・ブーパシャのための委員会」を立ち上げ、サルトル、ルイ・アラゴン、エルザ・トリオレ、ガブリエル・マルセル、エメ・セゼールらが参加し、非常に多くの支援を得ることになった。運動に参加したパブロ・ピカソはジャミラ・ブーパシャの肖像画を描き、後にジゼル・アリミ、ボーヴォワール共著の『ジャミラ・ブーパシャ』に掲載された。
ベトナムにおける米国の戦争犯罪に関する調査委員会の委員長を務め、後に「ラッセル法廷」に判事として参加した。（注記：ベトナム戦争が激しく戦われていた1967年、ストックホルム（スウェーデン）の国民会館フォルケットフスで、ベトナムにおけるアメリカの戦争犯罪を裁く「国際戦争犯罪法廷」が開かれた。法廷を最初に提唱した哲学者バートランド・ラッセルの名前をとって「ラッセル法廷」と呼ばれる。裁判長には哲学者ジャン＝ポール・サルトル、判事にはデディエ、シュワルツ、ボーヴォワール、アンデルス、デリンジャー、バッソ、カスリ、アイバール、オグレズビー、ヘルナンデス、ピーター・ワイス、ドイッチャー、デリー、森川金寿らが判事として列席した。開廷日の聴衆席には400人がつめかけ、南北ベトナム代表団が参加した。）
1962年に結成された「女性民主主義運動 (MDF)」を中心に、社会学者・フェミニスト活動家のマドレーヌ・ギルベール、マルグリット・ティベール、エヴリーヌ・シュルロ、コレット・オードリー、アンドレ・ミシェルらとともに、避妊の合法化について1965年フランス大統領選挙の社会党候補フランソワ・ミッテランを説得。ミッテラン支持により社会党とフェミニズムの団結を目指した。
1971年、避妊と人工妊娠中絶の合法化を求め、自らの中絶経験を公にした「343人のマニフェスト」に署名した。マニフェストを起草したのはシモーヌ・ド・ボーヴォワールである。
フランスでは年間100万人の女性が中絶手術を受けている。中絶手術は医療体制の下で行われる場合はさほど困難を伴わないが、実際には、非合法行為であるという理由から非常に危険な状況で行われている。この100万人の女性たちについては誰もが沈黙を守っている。私はここに宣言する、私もその一人であり、中絶手術を受けたと。そして、我々は要求する、避妊手段および中絶手術の自由化を。
同年、ボーヴォワール、ジャン・ロスタンらとともに上記の運動を支持する「女性のために選択する (Choisir la cause des femmes)」を立ち上げた。この運動は後に中絶の合法化だけでなく、より広くフェミニズムの活動を担うことになった。
1972年、友人に強姦され妊娠した当時16歳の女子学生マリー＝クレールが非合法の中絶を受けたとして母親、医師らとともに起訴された事件（ボビニー裁判）で、中絶を禁止している法律自体が不当であると主張して無罪を獲得した。特にボーヴォワールとのこうした一連の活動は、1975年1月17日法（ヴェイユ法; 所謂「妊娠中絶法」）成立への道を切り開くことになった。
同様に、1978年に2人のベルギー人女性アンヌ・トングレ（24歳）とアラセリ・カステロ（19歳）がマルセイユで集団強姦に遭った事件を担当し、強姦と強制わいせつ罪を明確に定義した新法の成立に貢献することになった。
1998年、トービン税の実現を目指すアルテルモンディアリスト運動ATTAC（アタック）の創設に貢献した。
1999年、NATOによるコソボ紛争介入に反対する請願書「欧州は平和を望む」。これはもともと極右の「新右翼」の運動とされる「戦争反対」によるものだったが、ジゼル・アリミのほかマックス・ガロ、ブリュノ・エティエンヌなどの一部の左派をも取り込む運動となった。
2009年3月、パレスチナのためのラッセル法廷 (Tribunal Russell sur la Palestine) 後援委員会のメンバーとなった。このラッセル法廷の目的は、国際連合および加盟国が、パレスチナ問題（特にガザ紛争）におけるイスラエルの責任を問い、紛争の公正かつ永続的解決を図るために必要な手段を講じるよう世論を喚起することであった。
2010年2月23日、国民議会（下院）が女性の権利に関する欧州指令の整合を目指す「女性に優しい欧州のために」と称する決議を全会一致で採択した。これはジゼル・アリミが会長を務める「女性のために選択する」の提案によるものである。

### 政治家として
1981年から1984年まで国民議会議員（イゼール県第4選挙区代表、社会党グループ所属）を務めた。憲法改正などの彼女の提案が思うように通らず、フランス議会は「ミソジニーの砦」だと非難したが、彼女が提案した男女同数制（パリテ、クオータ制）は1982年に上院、下院ともほぼ全会一致で採決された。
1985年4月から1986年9月までユネスコ仏大使を務めた。
ジャン＝ピエール・シュヴェーヌマンが結成した「市民運動」(Mouvement des Citoyens)に参加し、1994年欧州議会議員選挙でシュヴェーヌマンを支持した。

### 死去
2020年7月28日、93歳の誕生日を迎えた翌日にパリにて死去した。

## 著書 (邦訳)
- 『ジャミラよ 朝は近い : アルジェリア少女拷問の記録』ジゼル・アリミ, シモーヌ・ド・ボーヴォワール著, 手塚伸一訳, 集英社, 1963
- 『女性が自由を選ぶとき』福井美津子訳, 青山館, 1983
- 『ゆるぎなき自由：女性弁護士ジゼル・アリミの生涯』ジゼル・アリミ, アニック・コジャン著, 井上たか子訳, 勁草書房, 2021